# Regolamento CLP
Il regolamento CLP (Classification, Labelling and Packaging), ufficialmente regolamento (CE) n. 1272/2008, è un regolamento dell'Unione europea, grazie al quale il sistema di classificazione europeo relativo alla classificazione, etichettatura e imballaggio delle sostanze chimiche (e delle loro miscele) è stato allineato al sistema mondiale armonizzato di classificazione ed etichettatura delle sostanze chimiche (GHS).

## Descrizione generale
Nell'ambito della nuova legislazione chimica dell'UE, il CLP è complementare con il REACH (il regolamento concernente la registrazione, la valutazione, l'autorizzazione e la restrizione delle sostanze chimiche). Il CLP armonizza i criteri per la classificazione delle sostanze e delle miscele e le norme relative all'etichettatura e all'imballaggio delle sostanze e delle miscele pericolose, incorporando le regole stabilite a livello ONU, attraverso il GHS.
In particolare, introduce nuovi criteri di classificazione, che individuano precisamente le sostanze e i pericoli connessi, da comunicare attraverso indicazioni e pittogrammi standard riportati sulle etichette e nelle schede di dati di sicurezza. L'obbligo di classificare le sostanze immesse sul mercato, di etichettare e imballare correttamente è a carico delle imprese produttrici (e importatrici). Inoltre esse devono notificare all'agenzia ECHA (European Chemicals Agency) tali classificazioni e gli elementi dell'etichetta, qualora ciò non sia stato fatto in precedenza (ai sensi del regolamento (CE) n. 1907/2000).
In aggiunta, il regolamento stabilisce un elenco di sostanze con le rispettive classificazioni armonizzate e i corrispondenti elementi di etichettatura armonizzati a livello comunitario (figurante nell'allegato VI, parte 3) e istituisce il relativo inventario delle classificazioni e delle etichettature delle sostanze. Questo elenco viene aggiornato, di volta in volta, con i nuovi dati forniti dalle imprese produttrici. L'inventario è consultabile online.

## Finalità
L'obiettivo del regolamento è facilitare la libera circolazione, all'interno dell'Unione Europea, delle sostanze, delle miscele e degli articoli nonché garantire un elevato livello di protezione della salute dell'uomo e dell'ambiente.
Le finalità del CLP sono sommariamente:
- determinare quali proprietà di una sostanza o di una miscela portino a classificarla come pericolosa (classificazione)
- comunicare i pericoli delle sostanze e delle miscele a tutta la catena di approvvigionamento, dal fabbricante al consumatore (etichettatura, schede di sicurezza)

## Ambito di applicazione
Il regolamento si applica a tutte le sostanze chimiche che possano presentare pericoli, i quali vengono individuati dalle imprese che le producono o che le importano nell'Unione.
Tra queste sostanze chimiche sono compresi i biocidi e i prodotti fitosanitari (gli agrofarmaci) o più in generale tutti i pesticidi, mentre sono esclusi i preparati che ricadono sotto altra normativa europea, ovvero: 
- farmaci
- dispositivi medici
- alimenti
- mangimi
- cosmetici
- intermedi non isolati
- sostanze impiegate per la ricerca scientifica (non immesse sul mercato)
- rifiuti

Il CLP non si applica alle sostanze chimiche durante il loro trasporto, per le quali vige l'Accordo europeo relativo al trasporto internazionale su strada delle merci pericolose.

## Classificazione
Per la classificazione (e l'etichettatura), si sono individuati il tipo e la gravità dei pericoli intrinseci di ogni sostanza o miscela, a prescindere dall'uso (effetti chimico-fisici, tossicologici, eco-tossicologici). Nella maggior parte dei casi, tale processo è responsabilità dei fornitori (imprese produttrici e importatori) i quali devono decidere essi stessi in merito alla classificazione di una sostanza o una miscela di sostanze. Si tratta di una sorta di autoclassificazione.
La classificazione non deve essere confusa con la valutazione del rischio, che pone in relazione le caratteristiche pericolose con l'esposizione effettiva degli esseri umani, degli animali o dell'ambiente alla sostanza o miscela che presenta tali caratteristiche, principio chiave su cui si basa il processo di valutazione ed autorizzazione di molte sostanze chimiche (es. agrofarmaci).
La classificazione delle sostanze e delle miscele, in base alla natura del pericolo, sono divise in classi di pericolo, a loro volta suddivise in categorie che ne specificano la gravità.
Sono previste, di norma, quattro fasi fondamentali:
- raccolta delle informazioni disponibili;
- esame dell'adeguatezza e dell'attendibilità delle informazioni;
- valutazione delle informazioni rispetto ai criteri di classificazione;
- decisione in merito alla classificazione.

Le precedenti classificazioni, relative delle direttive non più vigenti, sono state convertite in quelle a norma del regolamento CLP, solo alla luce delle seguenti condizioni:
- una sostanza è stata classificata a norma della direttiva relativa alle sostanze pericolose in data antecedente al 1º dicembre 2010 o una miscela viene classificata a norma della direttiva relativa ai preparati pericolosi in data antecedente al 1º giugno 2015;
- non sono disponibili informazioni supplementari per la sostanza o la miscela e per la classe di pericolo considerata.

Anche le sostanze non immesse sul mercato, come ad esempio quelle intermedie isolate in sito e trasportate oppure le sostanze usate per l'attività di ricerca e sviluppo orientata ai prodotti e ai processi (PPORD) devono essere classificate, se previsto dal regolamento REACH.

### Classi di pericolo
Le classi di pericolo secondo il CLP sono le seguenti 4:
1. pericolo chimico-fisico
2. pericolo per la salute umana
3. pericolo per l'ambiente
4. ulteriori pericoli[3]

### Classificazione delle sostanze più pericolose
Le sostanze più pericolose, cancerogene, mutagene, tossiche per la riproduzione o sensibilizzanti delle vie respiratorie, possono seguire una procedura ovvero la decisione sulla loro classificazione è adottata a livello di Unione Europea. I fornitori della rispettiva sostanza o miscela hanno l'obbligo di applicare la classificazione e l'etichettatura "armonizzate".
Questa armonizzazione ha lo scopo di proteggere la salute umana e l'ambiente e di rafforzare la competitività e l'innovazione. I richiedenti possono essere gli stati membri, i fabbricanti, gli importatori ma anche gli utilizzatori a valle. Le proposte presentate valgono solo per le sostanze e non per le miscele. È stato previsto un periodo di consultazione pubblica di 45 giorni.

## Etichettatura
In relazione ai pericoli individuati nella classificazione, sono previsti 9 tipologie di pittogrammi, ovvero:
n. 4 pittogrammi di pericolo fisico,
n. 4 pittogrammi di pericolo per salute
n. 1 pittogramma di pericolo ambiente
Per alcune classi e relative categorie non è previsto l'uso dei pittogrammi.

### Prescrizioni generali
Le imprese produttrici sono tenute a etichettare una sostanza o miscela contenuta in un imballaggio ai sensi del regolamento CLP prima di immetterla sul mercato quando:
- una sostanza è classificata come pericolosa;
- una miscela contiene una o più sostanze classificate come pericolose al di sopra di una determinata soglia.

 L'etichetta deve includere: 
- nome, indirizzo e numero di telefono dell'impresa;
- quantità nominale di una sostanza o miscela contenuta nell'imballaggio messo a disposizione del pubblico, salvo che tale quantità sia specificata altrove sull'imballaggio;
- identificatori del prodotto;

Inoltre, ove applicabili: 
- pittogrammi di pericolo,
- avvertenze,
- indicazioni di pericolo,
- consigli di prudenza
- informazioni supplementari previste da altre normative.

### Prescrizioni particolari
Per le sostanze o miscele fornite al pubblico, è necessario munire l'imballaggio di chiusure di sicurezza per bambini e/o di avvertenze riconoscibili al tatto qualora tali sostanze o miscele presentino determinati pericoli o se l'imballaggio contiene metanolo o diclorometano.

### Imballaggi esterni
Per gli imballaggi esterni, qualora una sostanza pericolosa sia soggetta anche alle norme per il trasporto (ADR) è sufficiente l'etichettatura o la marcatura conforme a questa normativa senza rispettare le regole di etichettatura CLP. In particolare se un pittogramma di pericolo previsto dal regolamento CLP riguardi lo stesso pericolo soggetto alle norme ADR, il pittogramma del regolamento CLP non deve essere riportato sull'imballaggio esterno.

## Schede di sicurezza
Le schede di sicurezza (SDS) sono il principale strumento per garantire che le imprese (fabbricanti) e gli importatori comunichino a tutta la catena d'approvvigionamento (distributori all'ingrosso, commercianti, utilizzatori, enti preposti al controllo e alla sicurezza pubblica, pubblico in genere) informazioni sufficienti per consentire un uso sicuro delle loro sostanze e miscele.
Le schede di sicurezza devono comprendere una serie di informazioni riassunte in 16 punti fra le quali le proprietà della sostanza, i suoi pericoli, le istruzioni per la manipolazione, lo smaltimento e il trasporto e le misure di pronto soccorso, antincendio e di controllo dell'esposizione.
I fornitori devono consegnare la scheda di dati di sicurezza in caso di: 
- una sostanza (e dal 1º giugno 2015 una miscela) classificata come pericolosa ai sensi del regolamento CLP;
- una miscela classificata come pericolosa ai sensi della direttiva relativa ai preparati pericolosi (fino al 1º giugno 2015);
- una sostanza persistente, bioaccumulabile e tossica (PBT) o molto persistente e molto bioaccumulabile (vPvB), ai sensi del regolamento REACH (allegato XIII);
- una sostanza inclusa nell'elenco delle sostanze candidate estremamente preoccupanti.

In determinate condizioni, la scheda di dati di sicurezza è necessaria anche per alcune miscele che non soddisfano i criteri per essere classificate come pericolose.
Vi sono alcune situazioni che richiedono l'aggiornamento e la riemissione della scheda di dati di sicurezza, ovvero: 
- quando diventano disponibili nuove informazioni sui pericoli o informazioni che possono influire sulle misure di gestione dei rischi;
- dopo che è stata concessa o rifiutata un'autorizzazione a norma del regolamento REACH;
- dopo che è stata imposta una restrizione a norma del regolamento REACH.

I fornitori devono consegnare, a titolo gratuito, le schede di sicurezza aggiornate a tutti i destinatari ai quali distribuiscono le sostanze o le miscele.

## Implementazione
Il regolamento CLP è entrato in vigore nel gennaio 2009 sostituendo, nel tempo, due precedenti atti legislativi, ossia la direttiva relativa alle sostanze pericolose (dir. 67/548/EEC) e la direttiva relativa ai preparati pericolosi (dir. 1999/45/EC), con un periodo di transizione fino al 31 maggio 2015.
Per questa data, tutte le sostanze e le miscele devono essere conformi alle disposizioni del regolamento.